# 269

269(이백육십구)는 268보다 크고 270보다 작은 자연수다.

## 수학
- 57번째 소수(素數)다. 앞의 소수는 263, 다음 소수는 쌍둥이 소수인 271이다.
- 자릿수 제곱합이 제곱수인 33번째 자연수다. 이 성질을 지닌 앞의 수는 263, 다음 수는 296이다. (OEIS의 수열 A175396)
  - {\displaystyle 2^{2}+6^{2}+9^{2}=4+36+81=121=11^{2}}
- 피타고라스 삼조의 빗변의 길이이다. ({\displaystyle 69^{2}+260^{2}=269^{2}})[a]
- {\displaystyle 269=83+89+97}
  - 연속하는 세 소수(素數)의 합으로 나타낼 수 있으며, 이 성질을 지닌 앞의 수는 251, 다음 수는 287이다.
- {\displaystyle 269=10^{2}+13^{2}}
  - 서로 다른 두 자연수의 제곱합으로 나타낼 수 있는 수다.
- {\displaystyle 82^{4}-1}은 269로 나누어떨어진다.

## 과학
- NGC 269(영어판): 큰부리새자리 방향에 있는 산개성단.

## 교통
- 고속도로 및 국도
  - 주간고속도로 제269호선(영어판): 미국의 주간고속도로 노선으로, 주간고속도로 제69호선의 지선 노선.
  - 일본 269번 국도(일본어판): 가고시마현 이부스키시에서 미야자키현 미야자키시까지 이어지는 일본의 국도.
- 기타 도로
  - 현도 제269호선

## 군사
- U-269(영어판, 독일어판): 제2차 세계 대전에 사용된 나치 독일의 군용 잠수함.

## 문화유산
- 대한민국의 국보 제269호: 초조본 불설최상근본대락금강불공삼매대교왕경 권6
- 대한민국의 보물 제269호: 감지은니묘법연화경
- 대한민국의 사적 제269호: 하남 미사리 유적

## 방송
- B tv의 뉴트로TV 채널 번호.
- U+ TV의 CTS 기독교TV 채널 번호.

## 기타
- 연도: 269년, 기원전 269년
- 일본의 의류 소재 및 인명 ‘츠무기(つむぎ)’의 숫자 고로아와세.